# 莉雅·賓特·侯賽因公主
莉雅·賓特·侯賽因（阿拉伯语：الأميرة راية，1986年2月9日—）是约旦国王侯賽因一世和來自美國的努爾王后的幼女，出生于安曼。根據家譜，公主是伊斯蘭教先知穆罕默德的後裔之一。她有三名親兄妹及八名同父異母的兄姊，現任國王阿卜杜拉二世是她同父異母的兄長。

## 生平
莉雅公主在1986年2月9日於安曼候塞因國王醫療中心出生。莉雅公主是侯赛因国王最小的孩子，她母親是國王的第四任妻子。公主在英國的大西洋書院完成中學課程並在愛丁堡大學修讀國際關係及日語的課程。她亦曾在日本的立命馆大学留學一年。公主現在日本工作，但也會間中回約旦出席各種場合。
2020年7月7日，她和英国记者奈德·多諾凡（Ned Donovan）在英国结婚，多諾凡是知名文学家羅爾德·達爾的外孙。多諾凡在婚前改宗伊斯兰教并在本名上加上穆斯林名：法里斯（Faris）。